# 歐陽建 (嘉靖進士)
歐陽建（1500年—？），字參可，廣東廣州府新會縣人，民籍，明朝政治人物。

## 生平
廣東鄉試第二十六名舉人。嘉靖十七年（1538年）中式戊戌科會試第二百七十二名，登第三甲第一百二十七名進士。

## 家族
曾祖歐陽乾禎；祖父歐陽曔，義官；父歐陽純熙，母伍氏。具庆下。弟欧阳律、欧阳津。